# Калтавутуро
Калтавутуро (итал. Caltavuturo) је насеље у Италији у округу Палермо, региону Сицилија.
Према процени из 2011. у насељу је живело 4033 становника. Насеље се налази на надморској висини од 641 м.

## Становништво
| 1931. | 1936. | 1951. | 1961. | 1971. | 1981. | 1991. | 2001. | 2011. |
| ----- | ----- | ----- | ----- | ----- | ----- | ----- | ----- | ----- |
| 6.229 | 6.693 | 7.231 | 6.537 | 5.935 | 5.437 | 4.943 | 4.570 | 4.171 |